# Jüdisches Viertel Sušice
Das jüdische Viertel in Sušice (deutsch Schüttenhofen), Bezirk Okres Klatovy in der südwestböhmischen Region Plzeňský kraj, Tschechien, entstand in etwa im 16. Jahrhundert. Aus den Objekten, welche an die Vergangenheit der Juden in der Gemeinde erinnern, sind nur zwei Friedhöfe geblieben, die beide außerhalb des ehemaligen Ghettos liegen.

## Geschichte
Das ehemalige jüdische Ghetto ist heute weitgehend zerstört. Die Juden, die hier ab dem 16. Jahrhundert lebten, durften sich ausschließlich innerhalb des Ghettos ansiedeln. Dieses befand sich vor allem im südlichen Teil der Judenstraße (tschechisch Židovská ulice, später Vodičkova ulice, heute Vodní ulice), wo sich 1837 etwa 14 jüdische Häuser befanden, sowie teilweise auf dem Židovský rynk (deutsch Jüdischer Ringplatz, heute die Straße Na Baště).
Die Juden durften nur in diesem ihnen zugeteilten Bereich der Stadt wohnen, zu dem man nur durch einen Eingang durch die Stadtmauerbefestigung gelangen konnte, der durch eine Kette abgesperrt wurde. Es gab eine ganze Reihe von Sonderbestimmungen. An Sonn- und Feiertagen durften sie ihr Ghetto nicht verlassen und keinen Handel in der Gemeinde betreiben. Der Zutritt zu der übrigen Stadt war auch während der Gottesdienste verboten, selbst die Fenster mussten in dieser Zeit geschlossen gehalten werden und zusätzlich die Fensterläden, die in Richtung der Kirche wiesen. Teilweise mussten die Juden ihre Kleider durch aufgenähten gelben Stoff kennzeichnen, damit man sie von weitem erkennen konnte.
Vom jüdischen Viertel, dem alten Ghetto, ist heute kaum etwas übriggeblieben. Die ehemalige Jüdische Straße wurde 1923 durch einen Großfeuer vernichtet, an der Stelle der jüdischen Häuser wurden meist Neubauten errichtet, es sind nur vereinzelte Häuser übrig. Die Anzahl der jüdischen Bevölkerung in Sušice nahm ab Ende des 19. Jahrhunderts ab, von den in der Stadt verbliebenen Juden, die 1942 via Theresienstadt in Konzentrationslager deportiert wurden, kamen lediglich zehn zurück, und der dominierende Bau der letzten (insgesamt der dritten) Synagoge in Sušice im Ghetto wurde 1963 abgerissen. Nur die beiden Friedhöfe, die allerdings außerhalb des ehemaligen Ghettos liegen, können heute noch besichtigt werden.